# 346 (tal)
346 är det naturliga talet som följer 345 och som följs av 347.

## Inom vetenskapen
- 346 Hermentaria, en asteroid.

## Inom matematiken
- 346 är ett jämnt tal.
- 346 är ett sammansatt tal.
- 346 är ett defekt tal.
- 34 är ett Erdős–Woodstal.